# Phaeocalicium flabelliforme
Phaeocalicium flabelliforme är en lavart som beskrevs av Tibell. Phaeocalicium flabelliforme ingår i släktet Phaeocalicium och familjen Mycocaliciaceae.  Arten är reproducerande i Sverige. Inga underarter finns listade i Catalogue of Life.